# Nitride
Het nitride-ion is N3− (een stikstofatoom met drie negatieve ladingen).
Een nitride is een verbinding tussen stikstof en een elektropositief element. Nitriden kunnen zoutachtig gedrag vertonen, maar meestal zijn ze (net als de carbiden) inert.

## Voorbeelden
- Galliumnitride (GaN)
- Boornitride (BN)
- Lithiumnitride (Li3N)
- Magnesiumnitride (Mg3N2)